# Richard Krawczyk
Richard Krawczyk (ur. 24 maja 1947 w Aix-Noulette) – francuski piłkarz polskiego pochodzenia, występujący na pozycji pomocnika.